# Brumăriță japoneză
Brumărița japoneză (Prunella rubida) este o pasăre cântătoare mică din ordinul paseriformelor, familia Prunellidae. Se găsește în Japonia și Insula Sahalin. Habitatul său natural este pădurea temperată.

## Galerie

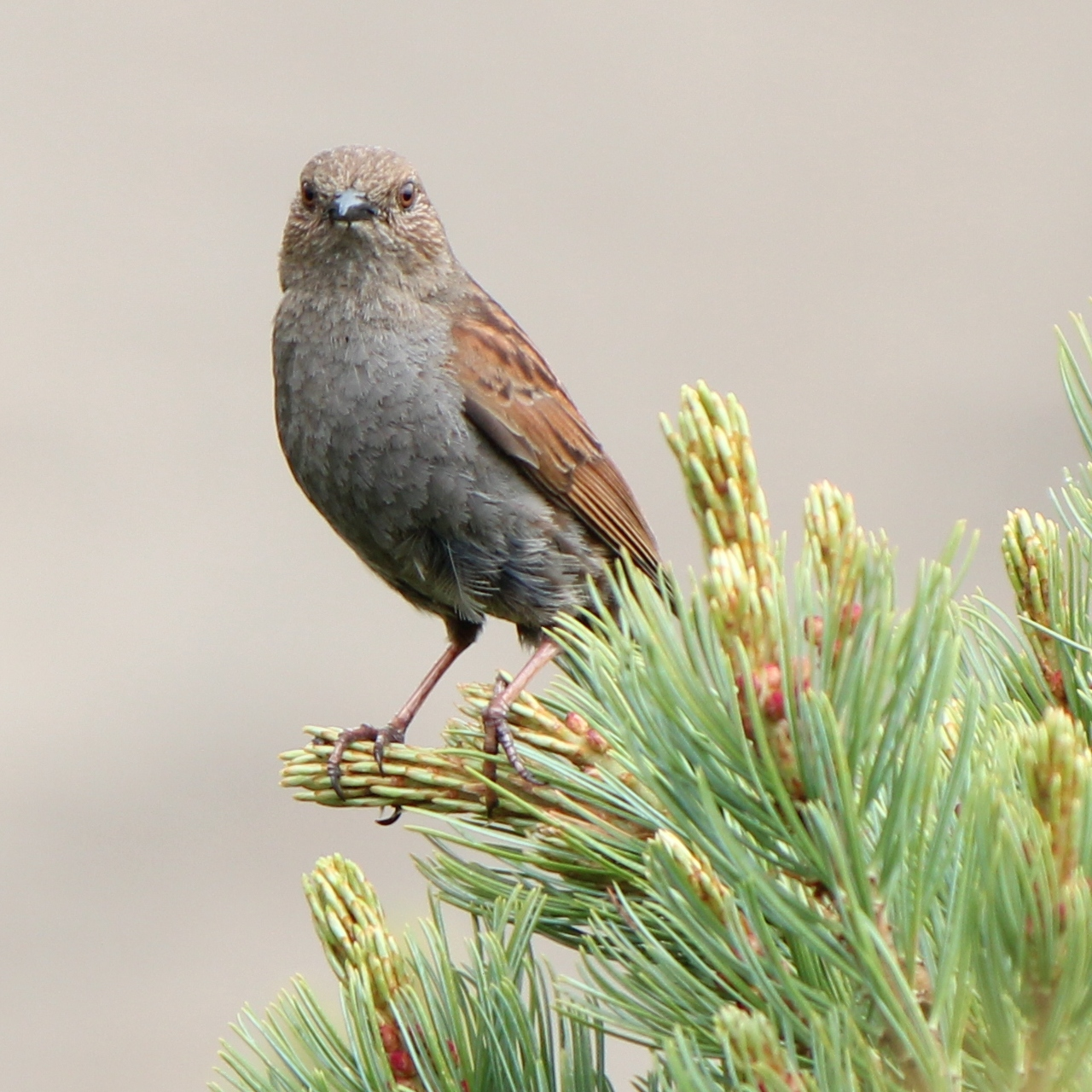
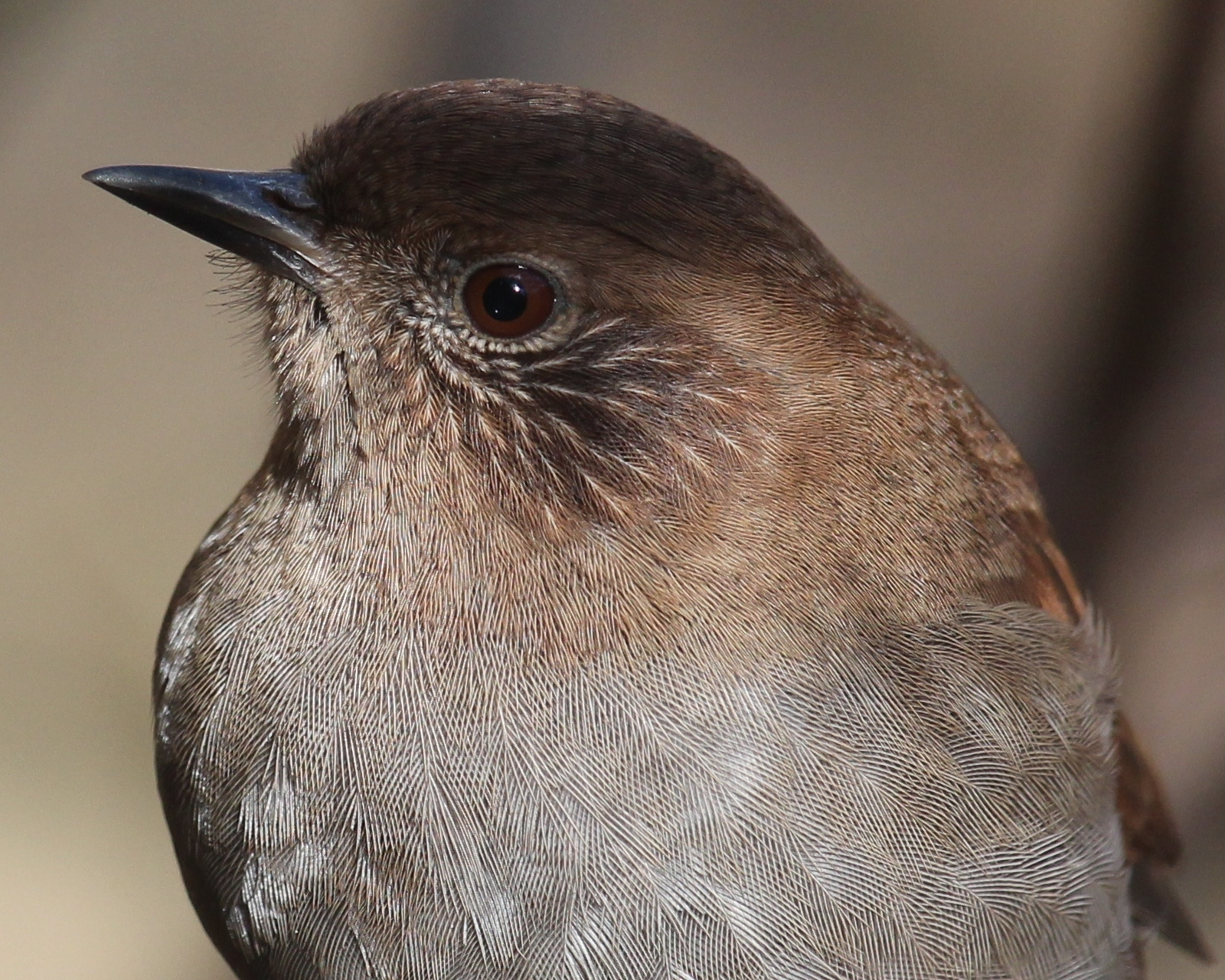
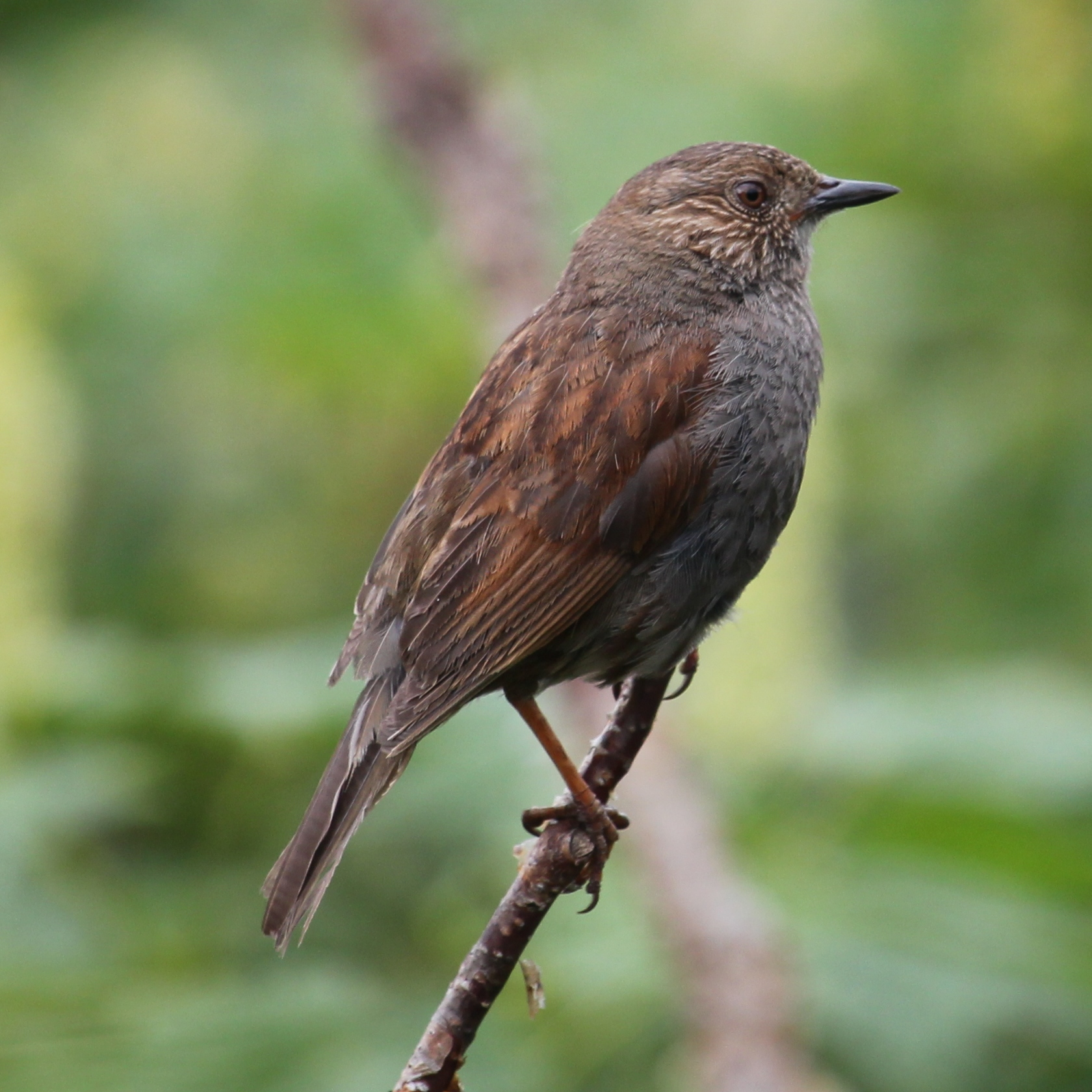
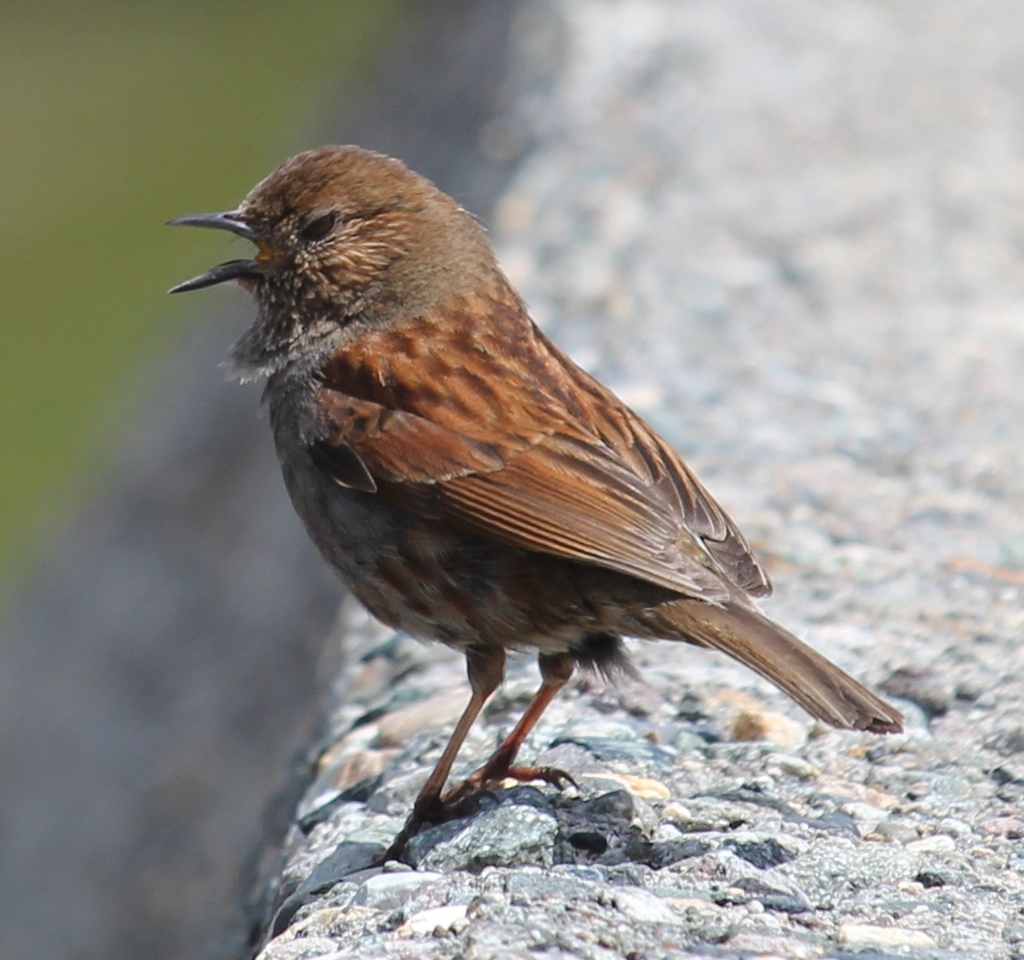